# Lascaux (Corrèze)
Lascaux település Franciaországban, Corrèze megyében. Lakosainak száma 226 fő (2022. január 1.). Lascaux Chabrignac, Concèze, Saint-Bonnet-la-Rivière, Saint-Sornin-Lavolps és Vignols községekkel határos.

## Népesség
A település népességének változása:
| Lakosok száma | 252  | 193  | 167  | 168  | 203  | 206  | 218  | 222  | 224  | 226  |
|               | 1968 | 1982 | 1990 | 2006 | 2013 | 2015 | 2017 | 2019 | 2020 | 2022 |